# شريان ظنبوبي راجع أمامي
الشِّرْيانُ الرَّاجِعُ الظُّنْبوبِيُّ الأَمامِيّ هو شريان صغير في الطرف السفلي. ويتفرع عن شريان قصبة الساق الأمامي، عندما يعبر ما بين العظام.يصعد في العضلة الظنبوبية الأمامية، ويتفرع أمام وجانبي مفصل الركبة؛ ويساهم في تشكيل الضفيرة الرضفية عن طريق التفاغر مع الفروع الركبية لـشريان باطن الركبة و الشريان الركبي النازل.